# Live USB

Live USB – system Ubuntu

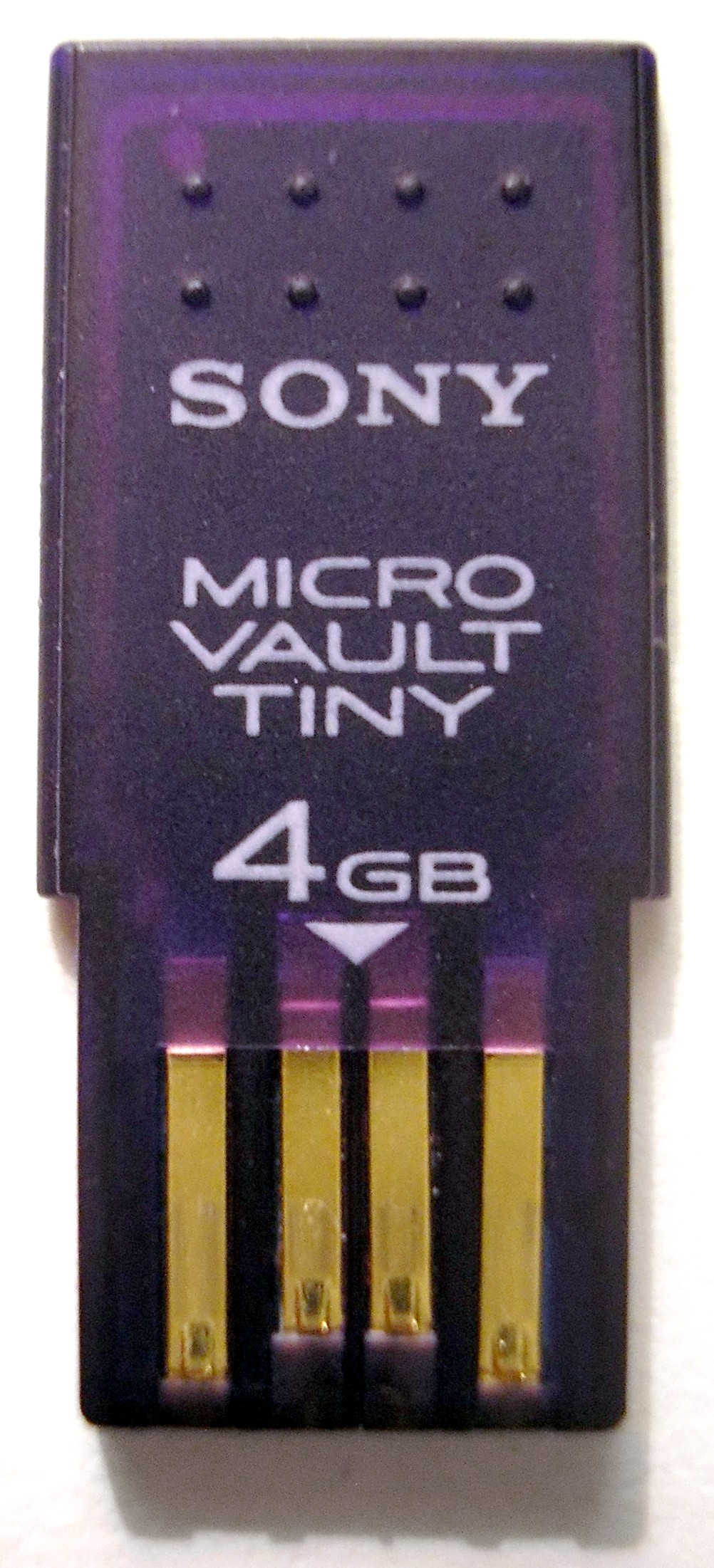

Live USB – metoda uruchomienia systemu operacyjnego komputera z pamięci USB, bez potrzeby instalowania go na dysku twardym. Przykładowe zastosowania to GNU/Linux oraz Windows (Windows PE lub Windows To Go).
Stosuje się również Live USB z pojedynczymi programami niewymagającymi systemu operacyjnego, lecz tak naprawdę jest to jądro systemu (najczęściej Linux) z zaimplementowanym jednym programem, bez możliwości instalowania ich większej ilości (np. GParted).

## Live USB a Live CD
Pomysł Live USB został zaczerpnięty z Live CD, jednak korzystanie z tego sposobu uruchamiania systemu operacyjnego niesie za sobą pewne różnice.
- Zalety:
  - Możliwość zapisu plików i ustawień oraz przenoszenia ich wraz z systemem.
  - Możliwość korzystania z pliku wymiany bez użycia dysku twardego.
  - Brak potrzeby posiadania napędu optycznego – wystarczy port USB, który jest portem uniwersalnym.
  - Cicha i oszczędna praca.
- Wady:
  - W niektórych starszych modelach płyt głównych nie ma możliwości rozruchu z USB.